# سمكة الفراشة

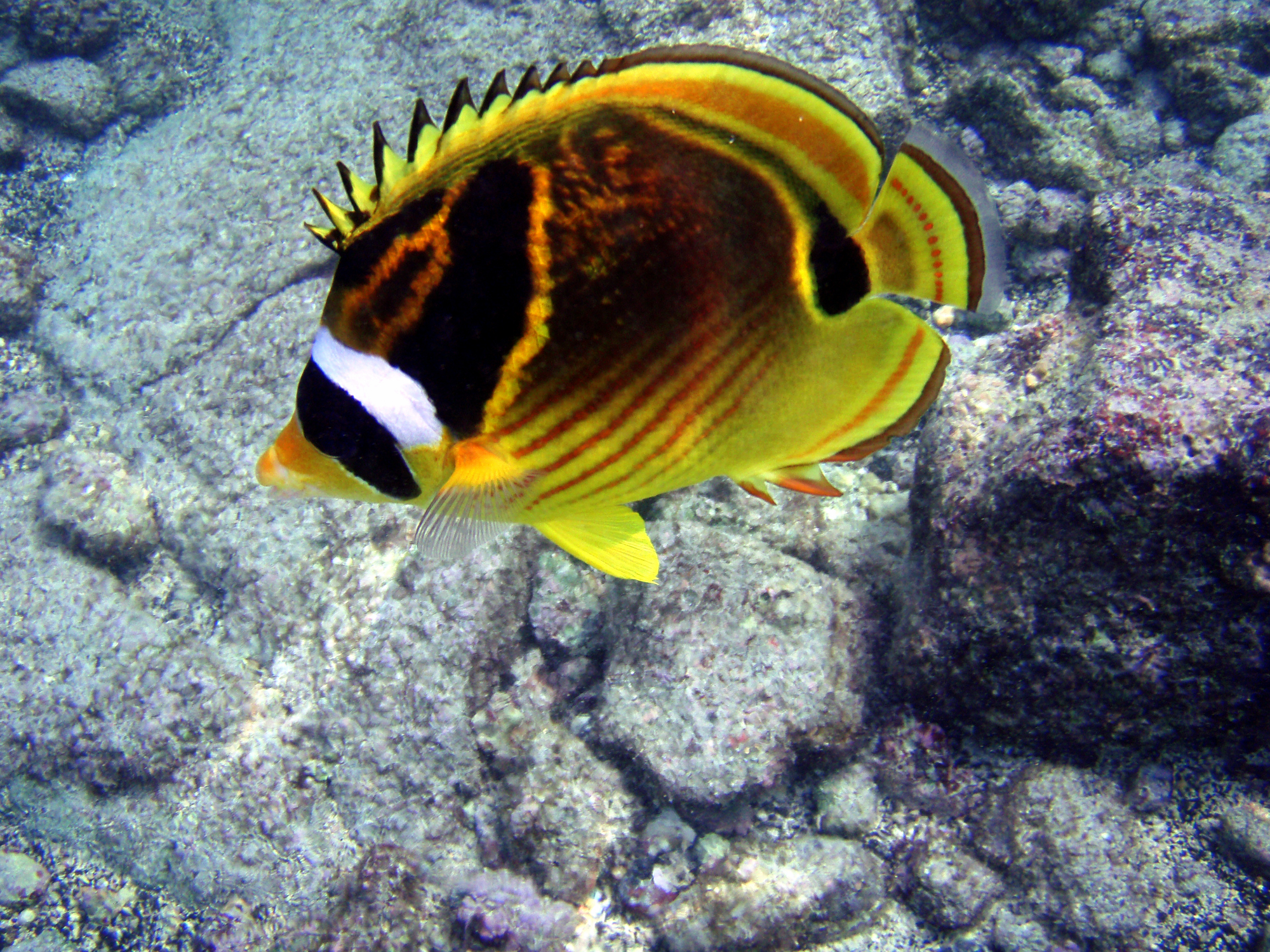
Chaetodon lunula

أسْمَاكُ الفَرَاشَة  والمفرد سَمَكة الفَرَاشَة أو الفصيلة السُّحَلِيَّة أو السُّحَلِيَّات هي مجموعة من الأسماك الاستوائية، هي أسماك ملونة تعيش حول الشعاب المرجانية في البحار المدارية وشبه المدارية والمعتدلة، معظمهم من المحيط الأطلسي ، والمحيطين الهندي والهادئ . ويوجد نحو 115 نوعًا منها، والعديد منها يربى في أحواض في المنازل. وللسمكة جسم نحيل بيضاوي بطول يبلغ نحو 25 سنتيمترًا. وكل الأنواع تقريبًا لها خط رأسي أسود على رأسها يمر عبر العينين.
وتتغذّى سمكة الفراشة بالطحالب والحيوانات الصغيرة، الموجودة على الشعاب المرجانية أو القريبة منها. وبعض الأنواع لها خراطيم طويلة تسمح لها بالوصول إلى الشقوق الضيقة في الشعاب من أجل البحث عن الطعام. وتتغذى أنواع قليلة بالعوالق المائية فوق الشعاب. وتبحث معظم أسماك الفراشة عن الطعام في أثناء النهار وتَخْلُد إلى الراحة داخل الشعاب بالليل.
وسمكة الفراشة ذات العيون الأربع شائعة الوجود في المحيط الأطلسي، بدءاً من شمال كاليفورنيا في الولايات المتحدة حتى البرازيل. والأسماك الصغيرة منها لها بقعتان لونهما غامق تسميان البقعتين العينيتين على كل جانب من جانبي الجسم جهة الخلف. أما الأسماك المكتملة النمو فلها بقعة عينية واحدة على كل جانب.

## معرض صور

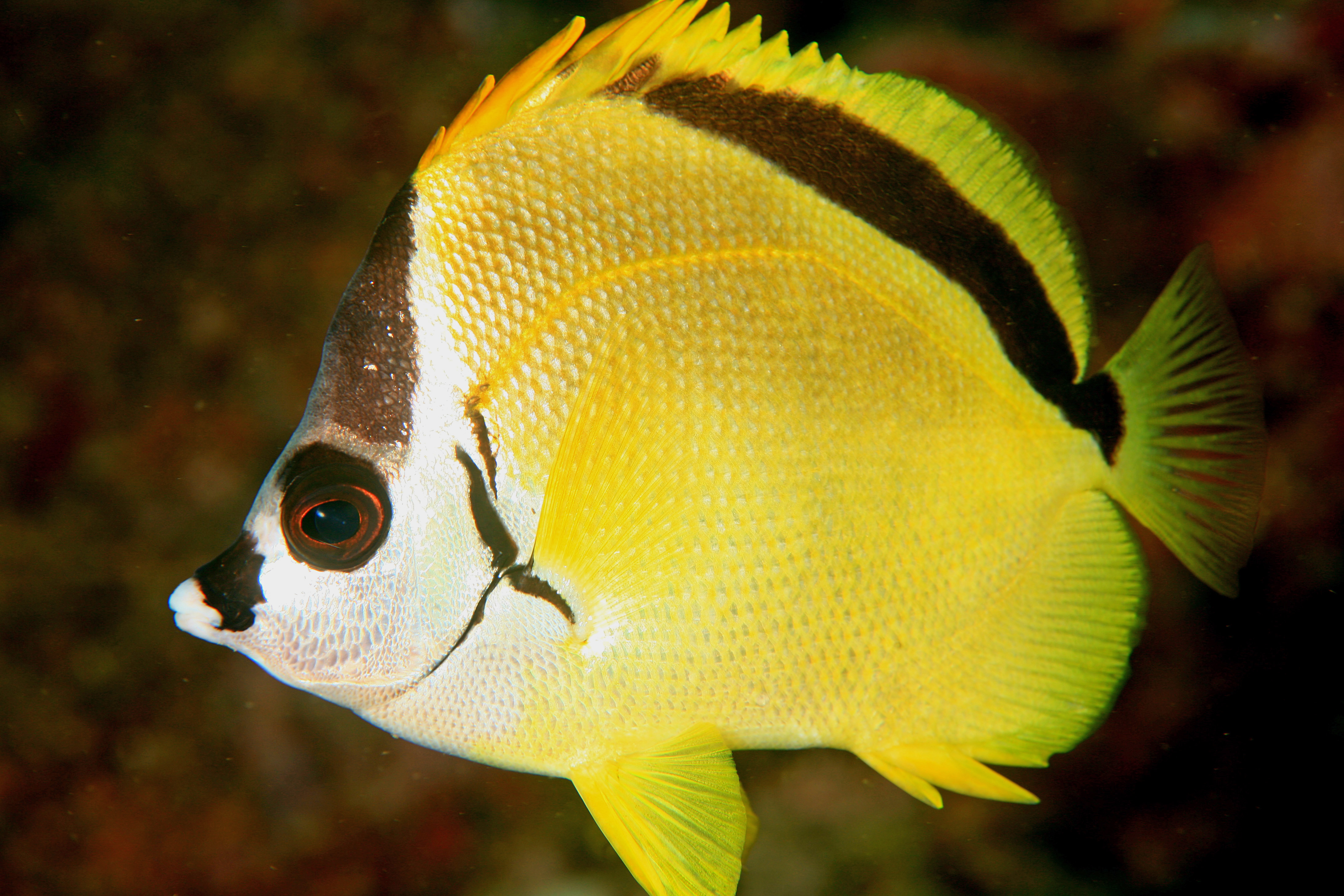
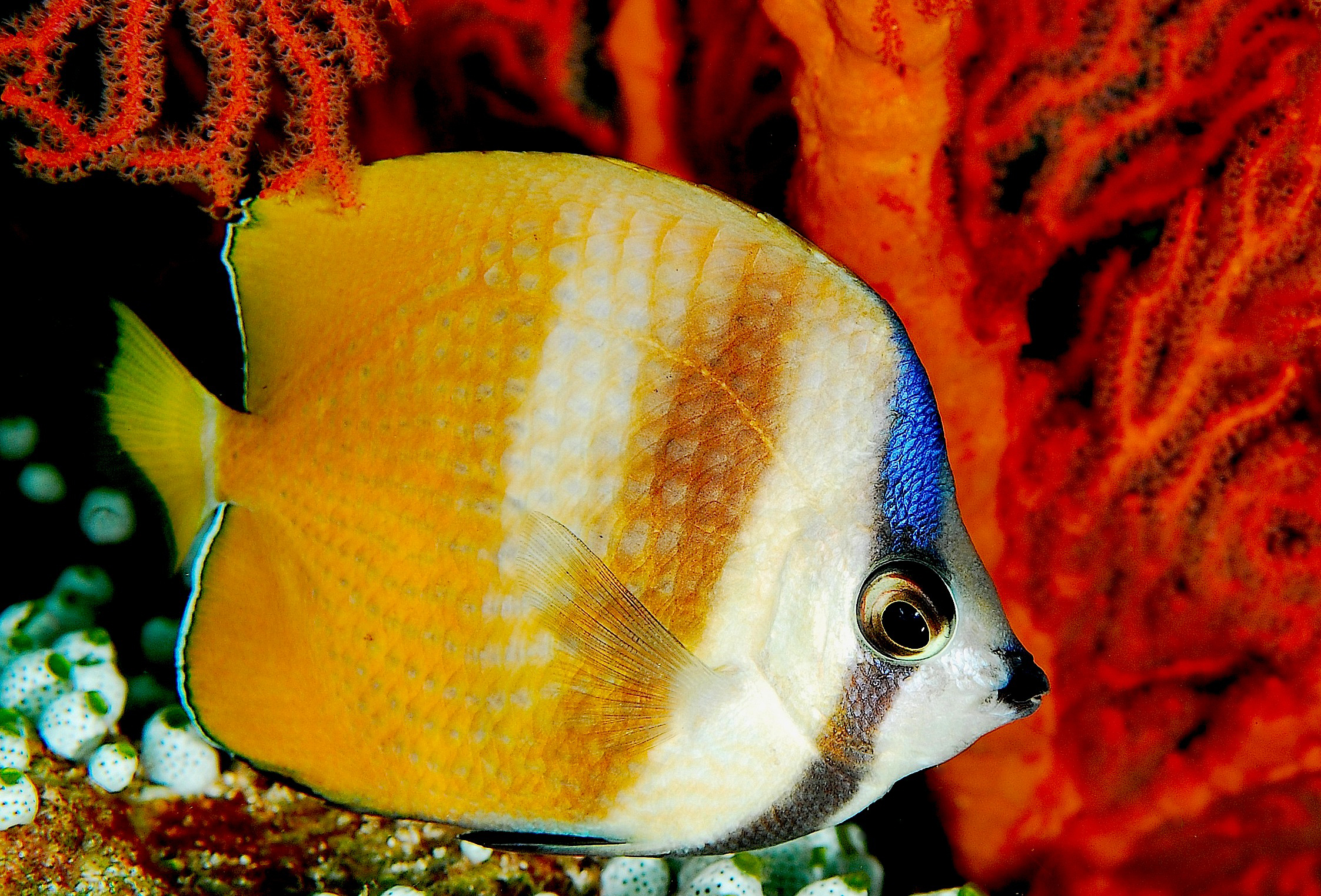
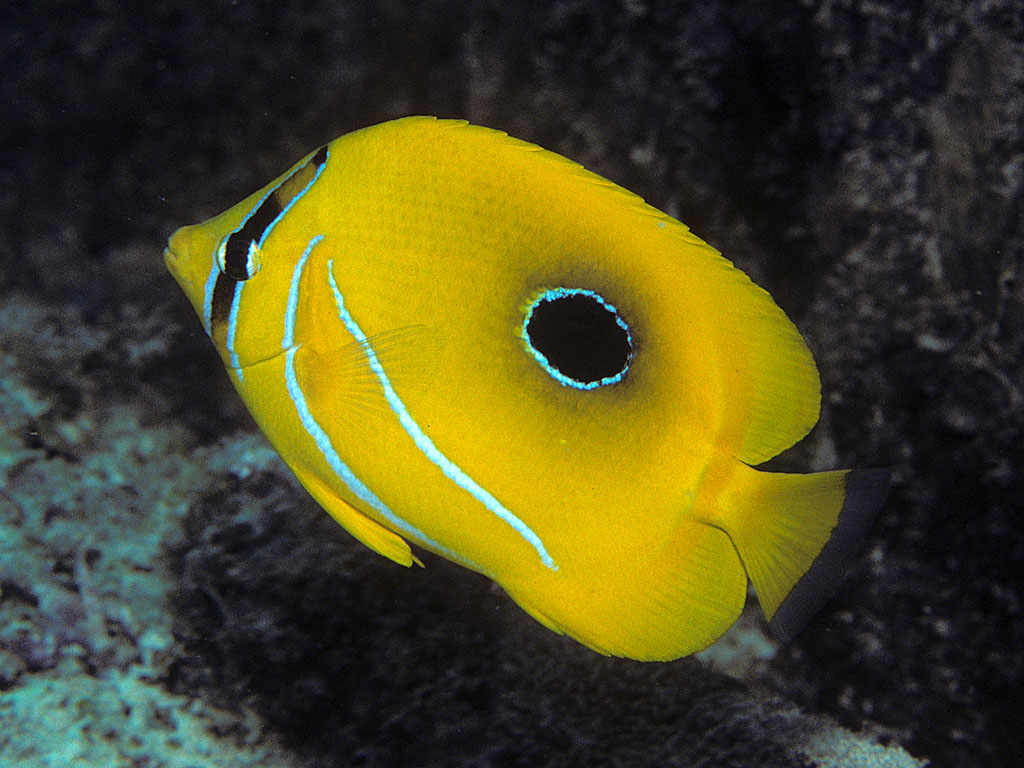
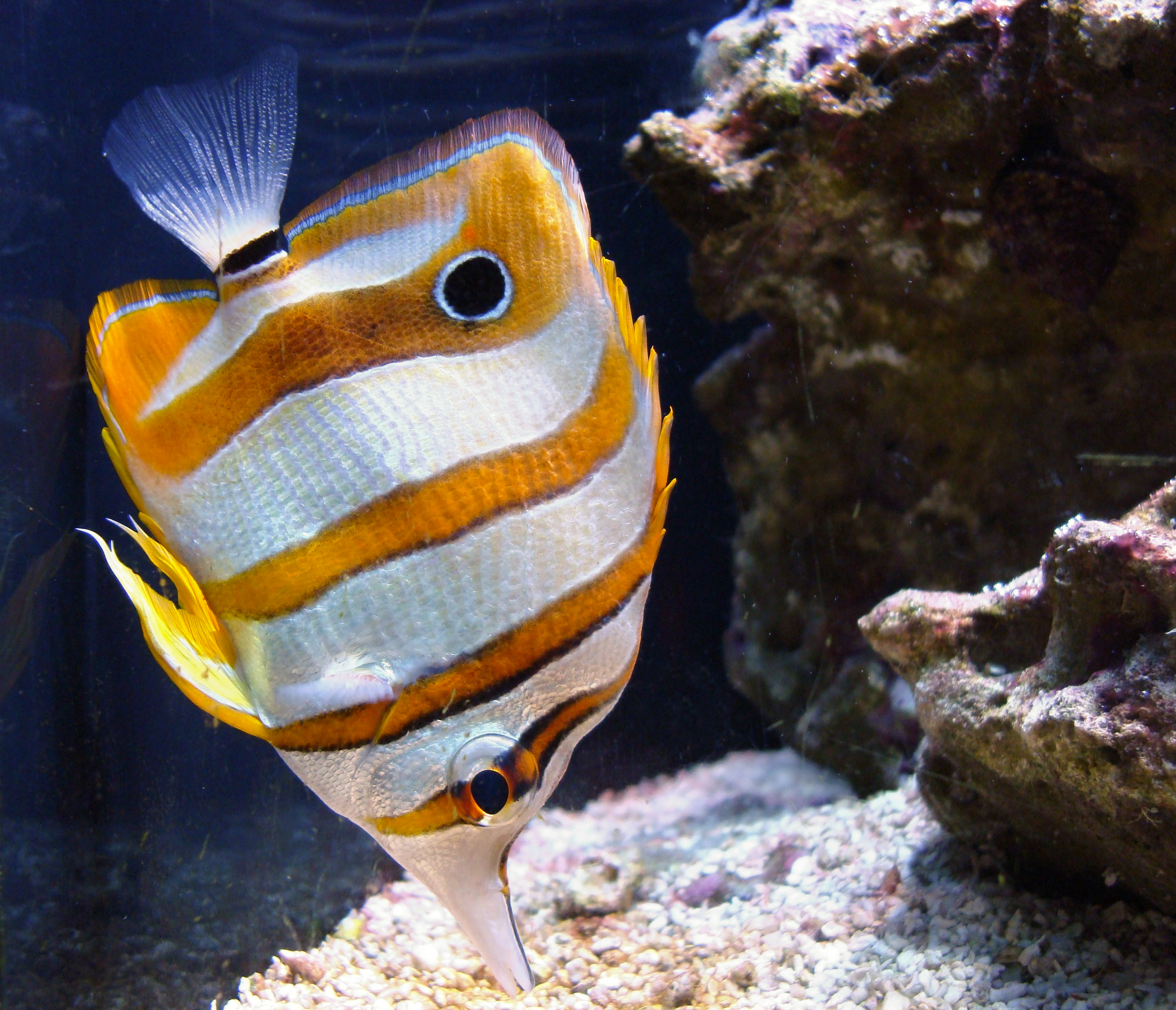
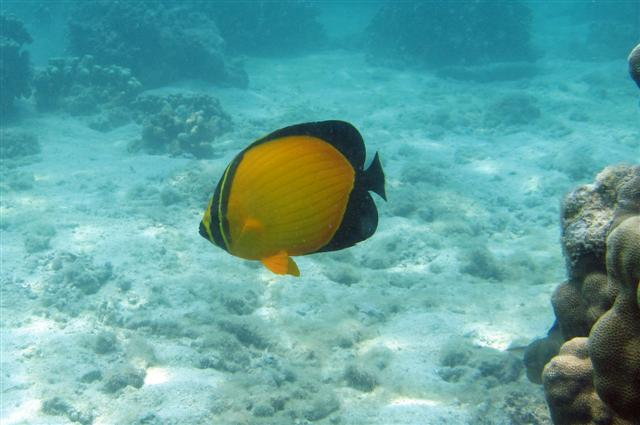